# Villenave-de-Rions
Villenave-de-Rions é uma comuna francesa na região administrativa da Nova Aquitânia, no departamento da Gironda. Estende-se por uma área de 2,55 km². Em 2010 a comuna tinha 337 habitantes (densidade: 132,2 hab./km²).